# Division 1 i amerikansk fotboll för damer 2013
Division 1 i amerikansk fotboll för damer 2013 var den högsta serien i amerikansk fotboll för damer i Sverige 2013. Serien spelades 1 juni–1 september 2013. Lagen möttes i enkelmöten. Vinst gav 2 poäng, oavgjort 1 poäng och förlust 0 poäng. De två bästa lagen gick vidare till SM-final.

## Tabell och matchresultat
| Nr | Lag                     | S | V | O | F | GP  | IP  | PS   | P |
| -- | ----------------------- | - | - | - | - | --- | --- | ---- | - |
| 1  | Stockholm Mean Machines | 3 | 3 | 0 | 0 | 158 | 6   | +152 | 6 |
| 2  | Arlanda Jets            | 3 | 2 | 0 | 1 | 87  | 60  | +27  | 4 |
| 3  | Uppsala 86ers           | 3 | 1 | 0 | 2 | 46  | 63  | −17  | 2 |
| 4  | Västerås Roedeers       | 3 | 0 | 0 | 3 | 6   | 168 | −162 | 0 |

| Hemma \ Borta           | AJ   | SMM  | U86   | VR   |
| Arlanda Jets            | —    | 6–42 | 13–12 |      |
| Stockholm Mean Machines |      | —    | 50–0  |      |
| Uppsala 86ers           |      |      | —     | 34–0 |
| Västerås Roedeers       | 6–68 | 0–66 |       | —    |

## SM-final
|       | 7 september 2013 | Stockholm Mean Machines | 28 – 6   | Arlanda Jets | Tele2 Arena                       |                                   |
| 14:00 | 14:00            |                         | (12 – 6) |              | Domare: Rodrigo Montesino Ferrada | Domare: Rodrigo Montesino Ferrada |
| 14:00 | 14:00            |                         |          |              | Domare: Rodrigo Montesino Ferrada | Domare: Rodrigo Montesino Ferrada |
| 14:00 | 14:00            |                         |          |              | Domare: Rodrigo Montesino Ferrada | Domare: Rodrigo Montesino Ferrada |

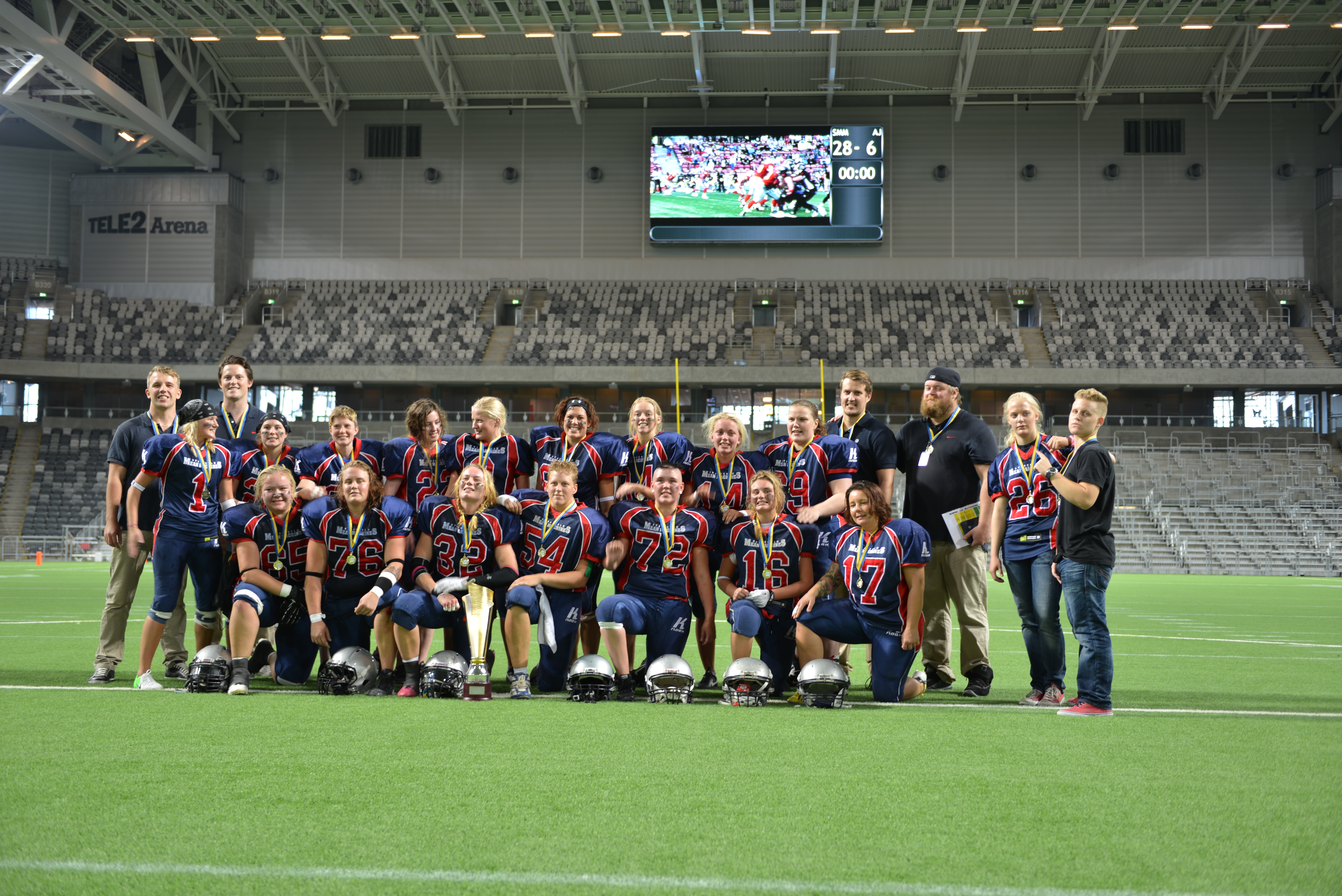
Stockholm Mean Machines
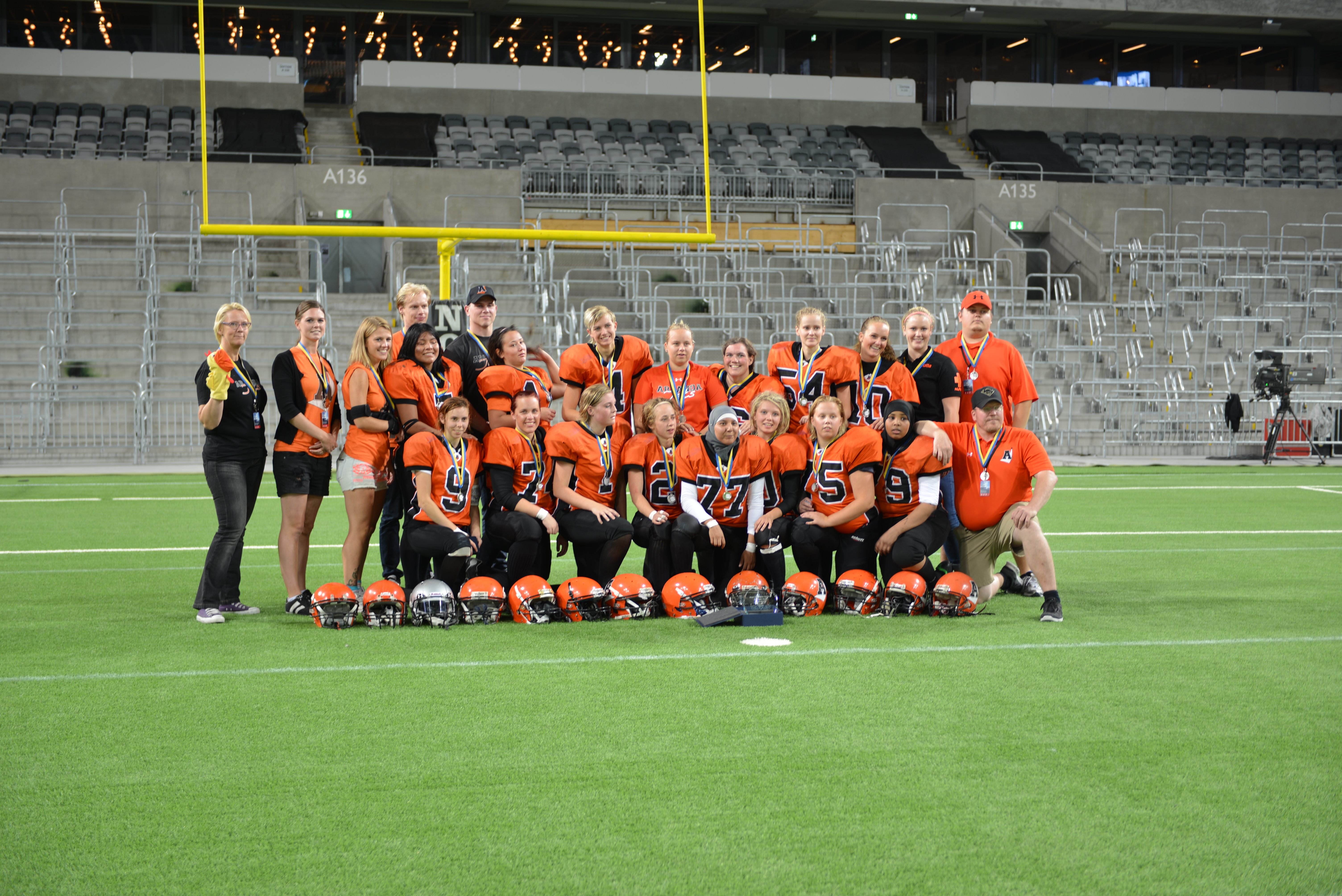
Arlanda Jets
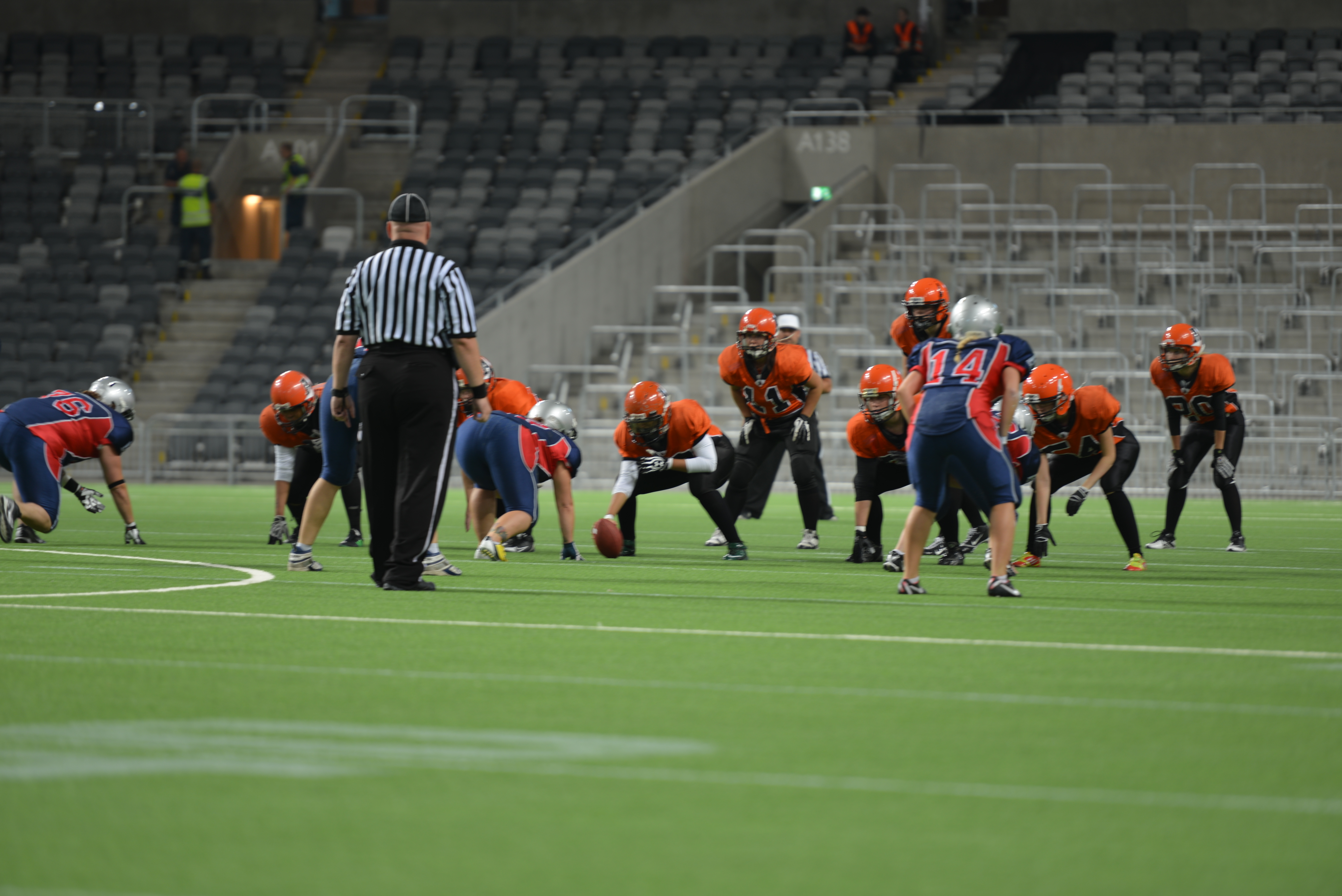
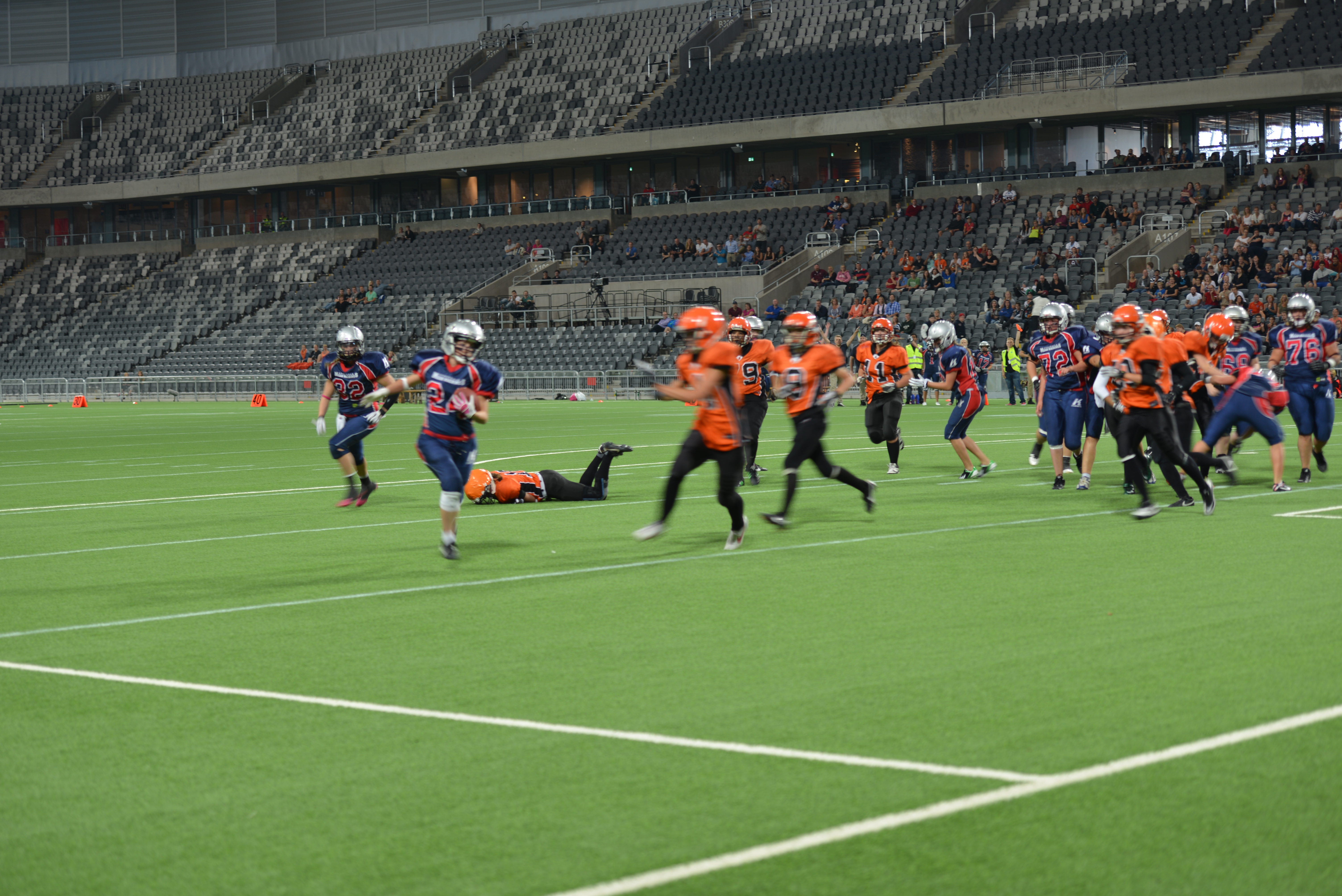
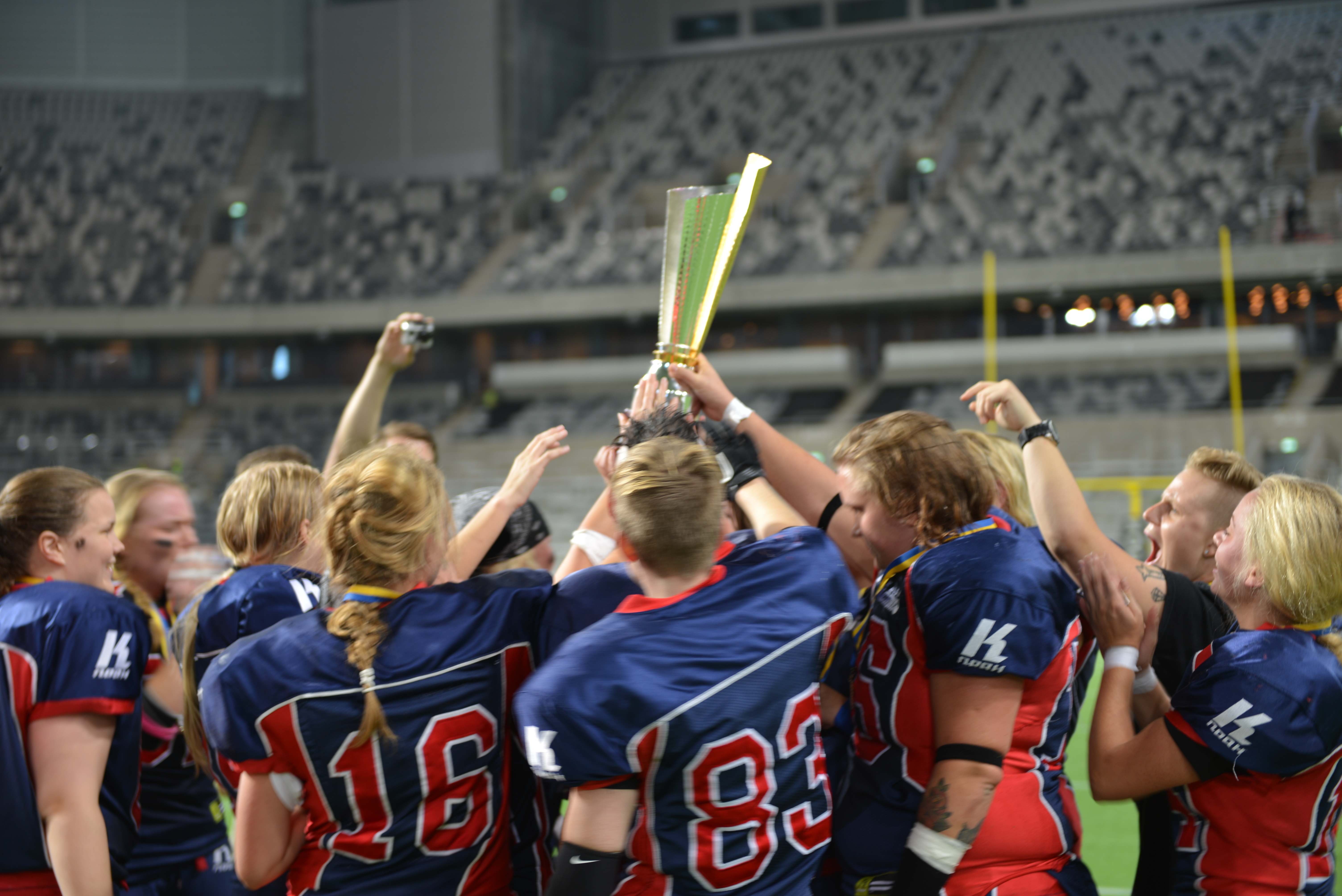
Prisutdelning